# Сангуанье
Сангуанье́ (фр. Sengouagnet, окс. Senguanhet) — коммуна во Франции, находится в регионе Юг — Пиренеи. Департамент — Верхняя Гаронна. Входит в состав кантона Аспе. Округ коммуны — Сен-Годенс.
Код INSEE коммуны — 31544.

## География
Коммуна расположена приблизительно в 670 км к югу от Парижа, в 90 км к юго-западу от Тулузы.
По территории коммуны протекает река Жер. Большую часть территории коммуны занимают леса.

## Климат
Климат умеренно-океанический. Зима мягкая и снежная, весна характеризуется сильными дождями и грозами, лето сухое и жаркое, осень солнечная. Преобладают сильные юго-восточные и северо-западные ветры.

## Население
Население коммуны на 2010 год составляло 222 человека.
| 1962 | 1968 | 1975 | 1982 | 1990 | 1999 | 2010 |
| ---- | ---- | ---- | ---- | ---- | ---- | ---- |
| 277  | 223  | 213  | 215  | 236  | 219  | 222  |

## Администрация
| Период | Период | Фамилия         | Партия | Примечания |
| ------ | ------ | --------------- | ------ | ---------- |
| 2001   | 2008   | Жильбер Гамбар  |        |            |
| 2008   | 2010   | Жан-Пьер Санчес |        |            |
| 2010   | 2020   | Сильвен Жюнка   |        |            |

## Экономика
В 2010 году среди 148 человек трудоспособного возраста (15—64 лет) 94 были экономически активными, 54 — неактивными (показатель активности — 63,5 %, в 1999 году было 77,8 %). Из 94 активных жителей работали 76 человек (39 мужчин и 37 женщин), безработных было 18 (10 мужчин и 8 женщин). Среди 54 неактивных 9 человек были учениками или студентами, 27 — пенсионерами, 18 были неактивными по другим причинам.